# Sāremeh
Sāremeh är en ort i Iran.   Den ligger i provinsen Gilan, i den nordvästra delen av landet, 280 km nordväst om huvudstaden Teheran. Sāremeh ligger 5 meter över havet och antalet invånare är 311.
Terrängen runt Sāremeh är platt åt nordost, men åt sydväst är den kuperad. Terrängen runt Sāremeh sluttar österut.Runt Sāremeh är det tätbefolkat, med 493 invånare per kvadratkilometer. Närmaste större samhälle är Ziabar, 5,3 km öster om Sāremeh. Trakten runt Sāremeh består till största delen av jordbruksmark.